# Пенту
Пенту (егип. pnTw) — древнеегипетский дворянин, хранитель печати фараона Нижнего Египта, советник, служитель Господина Двух земель, любимец божественного, царский писец, подчинённый, Первый прислужник Атона в храме Атона в Ахетатоне, главный лекарь, камергер. Титулы Пенту указывают на его высокое и влиятельное положение в конце XVIII династии.
Пенту сначала служил главой лекарей Эхнатона, затем смог пережить переломный период после окончания Амарнской эпохи и служил под руководством Эйе, занимая должность визиря в правление Тутанхамона. Однако, идентичность лекаря Пенту с визирем Пентиу не прояснена. У него выстроена гробница (№ 5) в Ахетатоне (совр. Амарне), в которой его останки не найдены, — вероятно, он никогда не был там похоронен.
Надпись, обнаруженная в 2012 году в известняковом карьере Дейр-Абу-Хинниса, датирована 15 днём 3-го месяца Ахет 16-го года правления Эхнатона и указывает на ведение здесь добывающих работ для возведения Малого храма Атона под руководством царского писца Пенту. Упомянутый в надписи Пенту, очевидно, тот же Пенту, которому принадлежит гробница № 5 в Ахетатоне. Учитывая его должность жреца в храме Атона, маловероятно, что он был назначен ответственным за добычу камня для этого храма.